# Râul Valea Halmagei
Râul Valea Halmagei este un afluent de stânga al râului Prut. Râul Valea Halmagei izvorăște în satul Baurci-Moldoveni la o altitudine de 111 m și are o lungime de 19 km